# تپه بابا محمد سنجابی ۱
تپه بابا محمد سنجابی ۱ مربوط به دوره نوسنگی تا دوره اشکانیان است و در شهرستان دلفان، بخش کاکاوند، روستای سنجابی واقع شده و این اثر در تاریخ ۲۳ شهریور ۱۳۸۲ با شمارهٔ ثبت ۱۰۰۱۵ به‌عنوان یکی از آثار ملی ایران به ثبت رسیده است.